# Stadion GOSiR
Het Stadion Miejski w Gdyni (Stadion GOSiR) is een multifunctioneel stadion in Gdynia, een stad in Polen. Het stadion wordt vooral gebruikt voor voetbalwedstrijden. De voetbalclub Arka Gdynia maakt gebruik van dit stadion. In het stadion is plaats voor 15.139 toeschouwers.

## Historie
In 1938 werd het oude stadion geopend. In dat zogenaamde Stadion Arki Gdynia konden 12.000 mensen.  Tussen 1961 en 1964 renovaties plaats en werd het opnieuw geopend op 28 juni 1964. Op de plek van het oude stadion werd tussen 2009 en 2011 een nieuw stadion gebouwd. In 2011 werd het geopend en de eerste wedstrijd vond plaats op 19 februari 2011. Die wedstrijd was tussen Arka Gdynia en Beroe Stara Zagora. Deze wedstrijd zou in 1–1 eindigen. 

## Internationaal toernooi
Tijdens het wereldkampioenschap voetbal onder 20 van 2019 wordt er gebruik gemaakt van dit stadion. Dat toernooi wordt van 23 mei tot en met 15 juni in Polen gespeeld. Er zullen 6 groepswedstrijden, één achtste finale, één kwartfinale, één halve finale en de wedstrijd om de derde plek worden gespeeld.

## Afbeeldingen

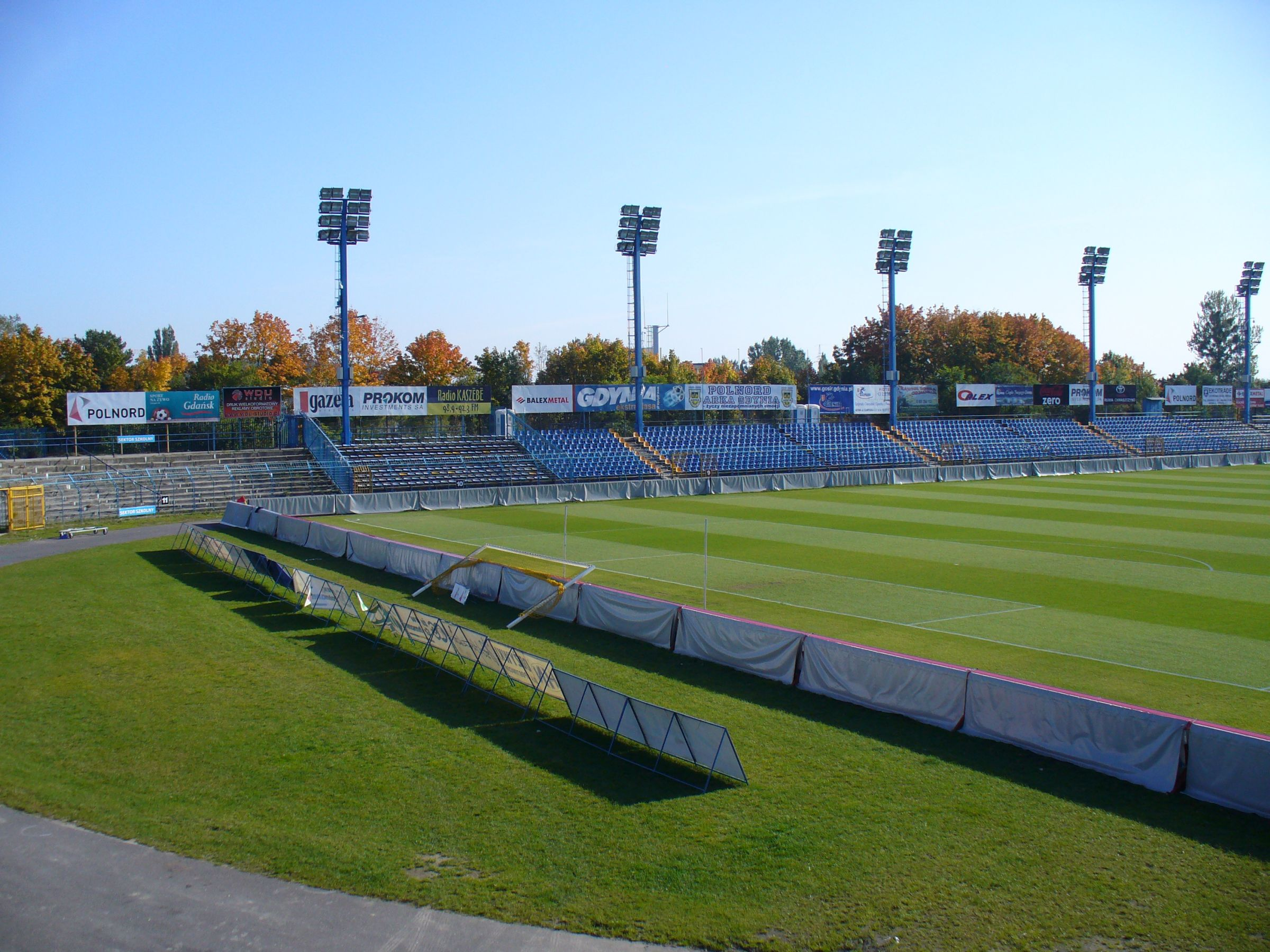
Foto van het oude stadion, foto gemaakt in 2008.
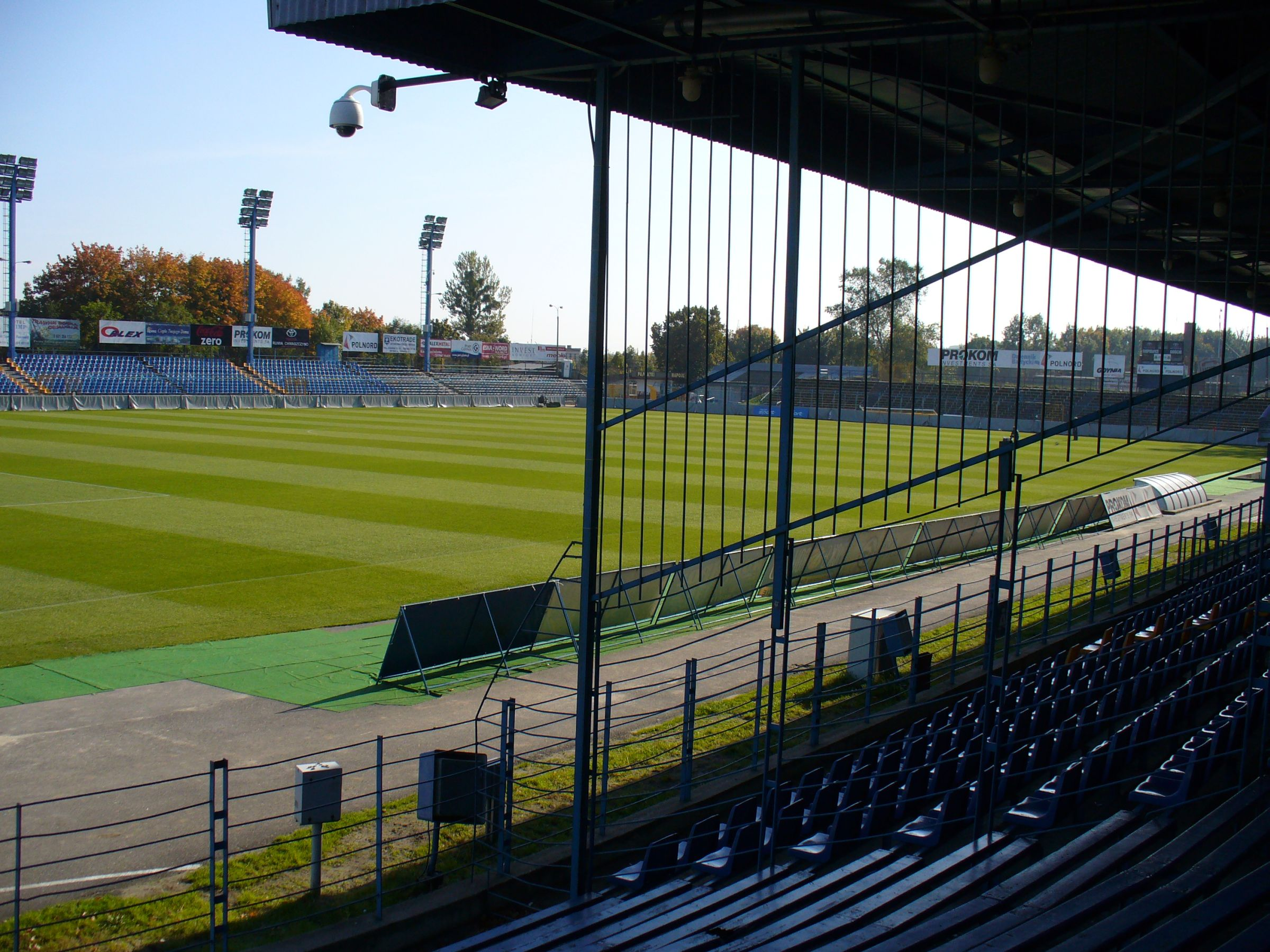
Foto van het oude stadion, vanaf de tribune, foto gemaakt in 2008.
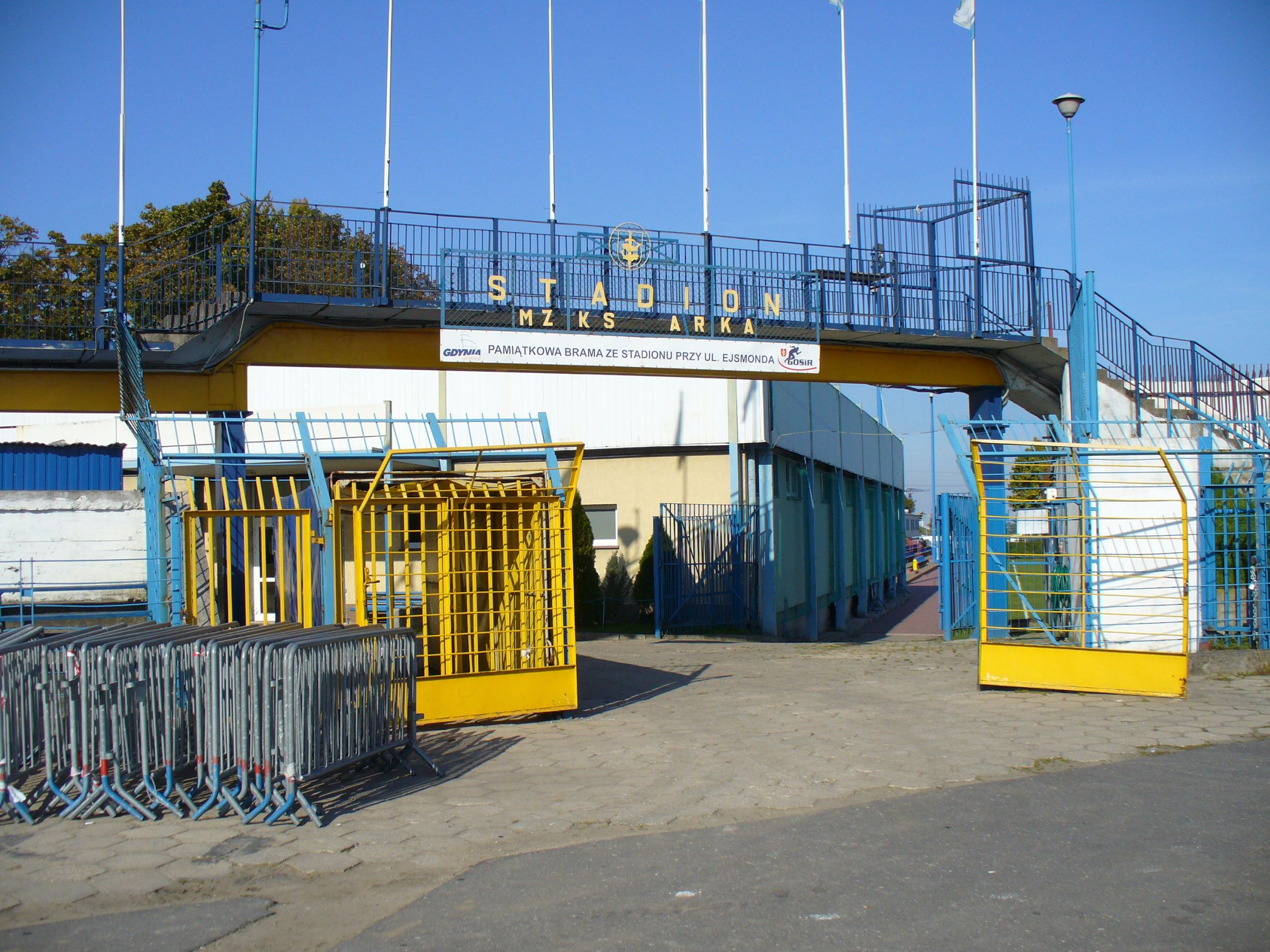
Foto van de buitenkant van het oude stadion, foto gemaakt in 2008.
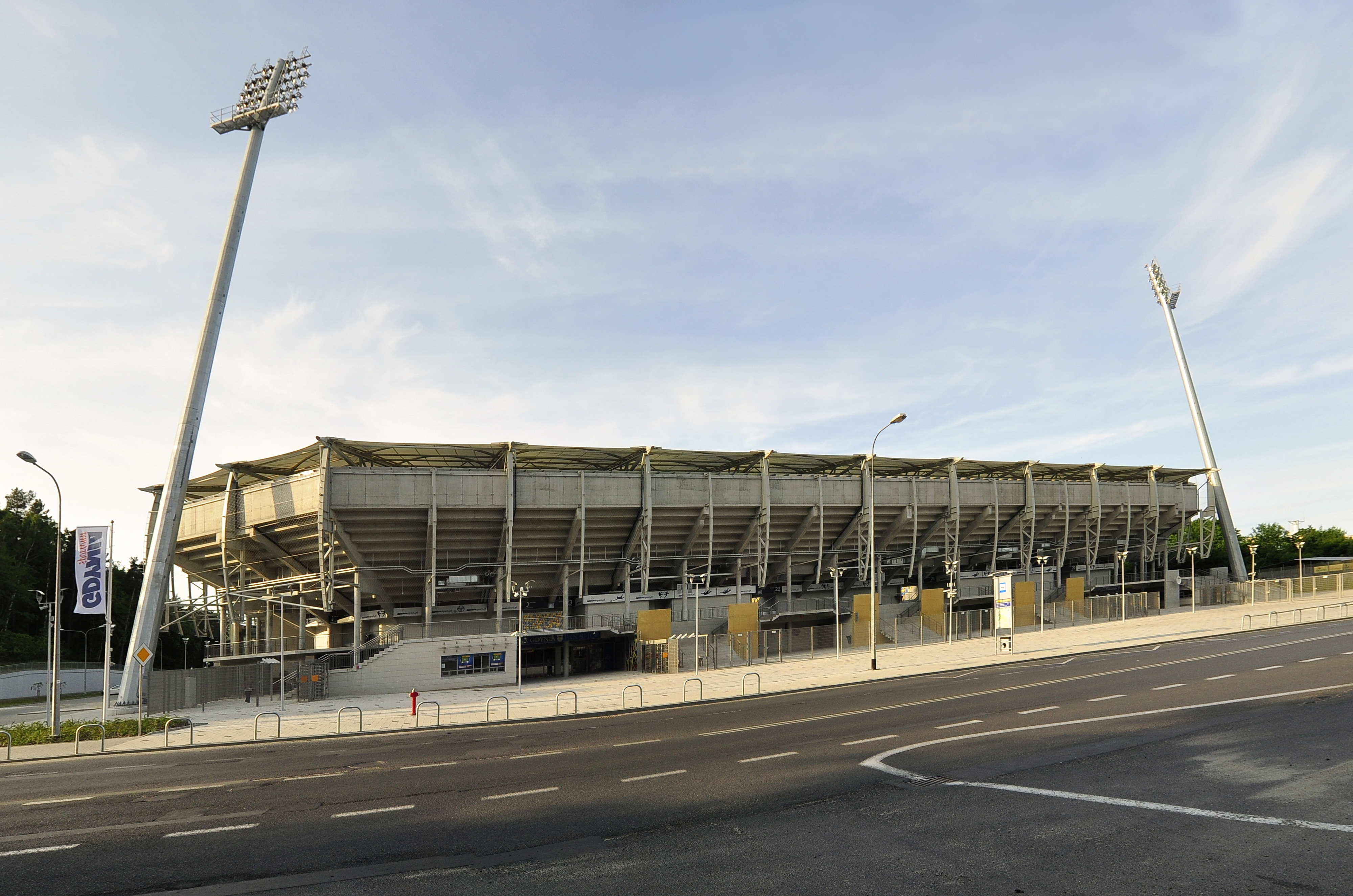
Foto van de buitenkant van het stadion, foto gemaakt in 2011.
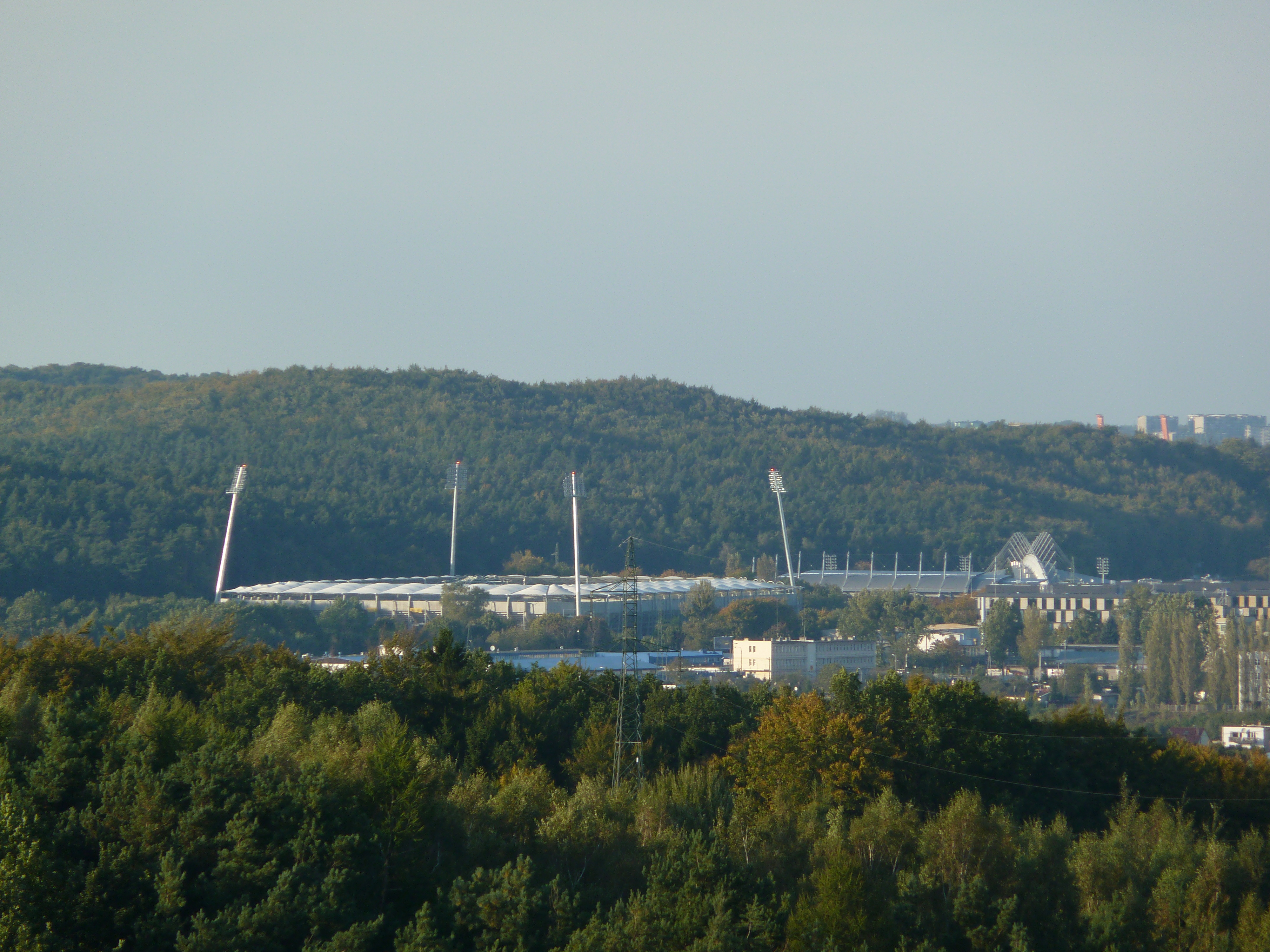
Foto van de buitenkant van het stadion, gemaakt vanaf een afstandje in 2010.